# Кондараки, Василий Христофорович
Василий Христофорович Кондараки (1834, Симферополь — 1886, Одесса) — крымский краевед, писатель, этнограф, член Императорского Русского географического общества, Московского общества древнерусского искусства, Одесского общества истории и древностей (член-корреспондент с 1868 года, действительный член с 1876 года).

## Биография
Родился 25 января 1834 года[по какому календарю?] в Симферополе, в семье офицера русской армии. Учился там же, в частном пансионе. После переезда семьи в Феодосию учился в местном уездном училище. Высшего образования, из-за финансовых трудностей, не получил и в 1852 году поступил в канцелярию Таврического прокурора; затем служил в палате по земским делам и в канцелярии Таврического губернатора. В январе 1858 года был произведён в коллежские регистраторы, в мае того же года назначен комиссаром Ялтинской карантинной заставы. В августе 1864 года был произведён в коллежские секретари; 1 января 1867 года вышел в отставку в чине титулярного советника.
Первые краеведческие статьи В. Х. Кондараки были опубликованы в 1857 году в «Одесском вестнике» и «Санкт-Петербургских ведомостях»; в 1867 году в Николаеве вышла его первая книга — «Подробное описание Южного берега Крыма», в 1873 году в Санкт-Петербурге начала печатаься его наиболее известная работа — 4-томное Универсальное описание Крыма в 17 частях. В 1883 году в Москве был издан 10-томный труд «В память столетия Крыма», в том же году — на волне интереса к полуострову — разошедшийся на отдельные издания. В 1885 году в московской типографии был издан «Новый обстоятельный путеводитель по Крыму» — первый практический иллюстрированный путеводитель по Крыму.
В 1885 году Кондараки по семейным обстоятельствам переехал в Одессу, где скончался 15 ноября 1886 года[по какому календарю?] года.